# Kazuaki Koezuka
Kazuaki Koezuka (jap. 肥塚 一晃 Koezuka Kazuaki; ur. 10 lutego 1967) – japoński piłkarz występujący na pozycji pomocnika.

## Kariera klubowa
Od 1989 do 1994 roku występował w klubach Gamba Osaka i Kyoto Purple Sanga.